# Maarten Martens
Maarten Martens (* 2. Juli 1984 in Eeklo) ist ein ehemaliger belgischer Fußballspieler und heutiger -trainer. Derzeit trainiert er den niederländischen Erstligisten AZ Alkmaar

## Karriere

### Im Verein
Martens wurde in der Jugendabteilung des RSC Anderlecht ausgebildet. Zur Saison 2003/04 gehörte er zum Profikader und gab sein Debüt. Dies sollte auch sein letztes Spiel für Anderlecht werden. In der Folgesaison wechselte er in die Niederlande zu RKC Waalwijk. Dort etablierte er sich und gehörte zum Stammkader. Nach zwei Jahren entschied er sich zu einem erneuten Wechsel und unterzeichnete im Sommer 2006 bei AZ Alkmaar. Auch dort stieg er schnell zu einer Führungspersönlichkeit im Spiel der Rot-Weißen auf und konnte mit ihr im Jahr 2007 den 3. Platz erreichen. In der Saison 2007/08 riss er sich das Kreuzband und fiel dem AZA für lange Zeit. So kam er in dieser Spielzeit auf nur acht Ligaeinsätze. Im Folgejahr kämpfte sich Martens wieder in die Stammelf und war unter Trainer Louis van Gaal einer der Garanten für den Gewinn der niederländischen Meisterschaft.
In der Winterpause der Saison 2013/14 wurde bekannt, dass er im Sommer 2014 nach Griechenland zu PAOK Thessaloniki wechselt. Die Rückrunde der Saison 2014/15 wurde er von dort an Cercle Brügge verliehen und beendete danach seine aktive Karriere.

### In der Nationalmannschaft
Mit 29 Partien ist Martens Rekordspieler der belgischen U-21. Zudem ist er mit acht Treffern zweitbester Schütze der jungen Teufel. Für die belgische A-Nationalmannschaft absolvierte Martens im Jahr 2007 fünf Spiele. Sein Debüt gab er am 24. März 2007 bei der 0:4-Niederlage gegen Portugal während der Qualifikation zur Europameisterschaft 2008. Im Team der Olympiamannschaft von 2008 war Martens der älteste Spieler im Kader der Roten Teufel und auch deren Kapitän bei diesem Turnier. Sein Team erreichte das Halbfinale, musste sich aber Nigeria mit 4:1 geschlagen geben. Im Spiel um Platz drei wurde Belgien durch die Brasilianer bezwungen, so dass nur der vierte Platz blieb; Martens absolvierte alle sechs Spiele seiner Mannschaft.

## Erfolge

### Verein
- Belgischer Meister: 2004
- Niederländischer Meister: 2009
- Niederländischer Superpokalsieger: 2009
- Niederländischer Pokalsieger: 2013

### Nationalmannschaft
- 4. Platz bei den Olympischen Sommerspielen: 2008

## Als Trainer
Seit 2016 war Martens Trainer diverser Mannschaften im Nachwuchsbereich des FC Brügge, bevor er 2021 zu AZ Alkmaar wechselte und die Nachwuchsmannschaft in der Eerste Divisie übernahm. Zur Saison 2023/24 wurde er Co-Trainer der Erstligamannschaft unter Pascal Jensen. Am 17. Januar 2024 teilte AZ Alkmaar mit, dass man sich von Jensen getrennt habe und Martens bis Saisonende als Cheftrainer fungieren werde. Im Mai 2024 wurde bekannt, dass sein Engagement über die Saison hinaus für zwei Jahre verlängert wurde.